# Ihasalu poolsaar
Ihasalu poolsaar är en halvö på Estlands nordkust utmed Finska viken. Den ligger i kommunen Jõelähtme vald i Harjumaa, 25 km öster om huvudstaden Tallinn.
Halvöns norra udde kallas Ihasalu nina och dess yttersta spets Uitru säär där en fyr med samma namn återfinns. Den avgränsas i väster av bukten Ihasalu laht och i öster av Kaberneeme laht. På halvön ligger byarna Ihasalu och Neeme.